# Velîki Budîșcea, Hadeaci
Velîki Budîșcea (în ucraineană Великі Будища) este o comună în raionul Hadeaci, regiunea Poltava, Ucraina, formată numai din satul de reședință.

## Demografie
Componența lingvistică a comunei Velîki Budîșcea
     Ucraineană (99,1%)
     Alte limbi (0,9%)
Conform recensământului din 2001, majoritatea populației comunei Velîki Budîșcea era vorbitoare de ucraineană (99,1%), existând în minoritate și vorbitori de alte limbi.